# مالوگورزاتا یاسینسکا
مالوگورزاتا یاسینسکا (انگلیسی: Małgorzata Jasińska؛ زادهٔ ۱۸ ژانویهٔ ۱۹۸۴) دوچرخه‌سوار اهل لهستان است.